# Светско првенство у атлетици у дворани 2016 — 3.000 метара за жене
Трка на 3.000 метара у женској конкуренцији на Светском првенству у атлетици у дворани 2016. одржана је 20. марта у Орегонском конгресном центру у Портланду (САД).
Титулу освојену у Сопоту 2014, одбранила је Гензебе Дибаба из Етиопије.

## Земље учеснице
Учествовале су 14 такмичарки из 9 земаља.
1. Белорусија (1)
2. Етиопија (2)
3. Канада (2)
4. Кенија (2)
5. Пољска (1)
6. САД (2)
7. Уједињени Арапски Емирати (1)
8. Уједињено Краљевство (2)
9. Холандија (1)

## Освајачи медаља
| Гензебе Дибаба Етиопија | Месерет Дефар Етиопија | Шенон Ровбури САД |

## Рекорди пре почетка Светског првенства 2016.
Стање на 16. март 2016.
| Рекорди пре почетка Светског првенства 2016. | Рекорди пре почетка Светског првенства 2016. | Рекорди пре почетка Светског првенства 2016. | Рекорди пре почетка Светског првенства 2016. | Рекорди пре почетка Светског првенства 2016. |
| -------------------------------------------- | -------------------------------------------- | -------------------------------------------- | -------------------------------------------- | -------------------------------------------- |
| Светски рекорд                               | Гензебе Дибаба, Етиопија                     | 8:16,60                                      | Стокхолм, Шведска                            | 6. фебруар 2014.                             |
| Рекорд светских првенстава                   | Ели ван Хулст, Холандија                     | 8:33,82                                      | Будимпешта, Мађарска                         | 4. март 1989.                                |
| Најбољи резултат сезоне                      | Гензебе Дибаба, Етиопија                     | 8:22,50                                      | Сабадељ, Шпанија                             | 19. фебруар 2016.                            |
| Афрички рекорд                               | Гензебе Дибаба, Етиопија                     | 8:16,60                                      | Стокхолм, Шведска                            | 6. фебруар 2014.                             |
| Азијски рекорд                               | Јенмеј Дунг, Кина                            | 8:41,34                                      | Лисабон, Португалија                         | 10. март 2001.                               |
| Северноамерички рекорд                       | Шалејн Фланаган, Сједињене Државе            | 8:33,35                                      | Бостон, Сједињене Државе                     | 27. јануар 2007.                             |
| Јужноамерички рекорд                         | Летисија Вријезде, Суринам                   | 9:07,08                                      | Хаг, Холандија                               | 31. јануар 1993.                             |
| Европски рекорд                              | Лидија Шобухова, Русија                      | 8,27,86                                      | Москва, Русија                               | 17. фебруар 2006.                            |
| Океанијски рекорд                            | Кимберли Смит, Нови Зеланд                   | 8,38,14                                      | Бостон, Сједињене Државе                     | 27. јануар 2007.                             |

### Најбољи резултати у 2016. години
Десет најбољих атлетичарки на 3.000 метара у дворани пре првенства (16. марта 2016), имале су следећи пласман.
| 1.  | Гензебе Дибаба, Етиопија       | 8:22,50  | 19. фебруар |
| 2.  | Месерет Дефар, Етиопија        | 8:30,83  | 14. фебруар |
| 3.  | Гелете Бурка, Етиопија         | 8:33,76  | 19. фебруар |
| 4.  | Бетлем Десалин, УАЕ            | 8:44,59  | 20. фебруар |
| 5.  | Рут Џебет, Бахреин             | 8:47,24  | 20. фебруар |
| 6.  | Алиа Саид Мохамед, УАЕ         | 8:48,.62 | 20. фебруар |
| 7.  | Нанси Чепквемои, Кенија        | 8:49,06  | 20. фебруар |
| 8.  | Софија Енауи, Пољска           | 8:49,07  | 20. фебруар |
| 9.  | Морин Костер, Холандија        | 8:49,18  | 20. фебруар |
| 10. | Геза Фелиситас Краузе, Немачка | 8:49,43  | 20. фебруар |

Такмичарке чија су имена подебљана учествовале су на СП 2016.

## Квалификационе норме
| Дворана | Отворено                     |
| ------- | ---------------------------- |
| 9:00,00 | 8:36,00 (14:56,00 на 5000 м) |

## Сатница
| Датум         | Време | Ниво   |
| ------------- | ----- | ------ |
| 20. март 2016 | 13.45 | Финале |

Времена су дата према локалном времену UTC-8.

## Резултати

### Финале
,
| Поз. | Атлетичарка         | Земља                     | ЛР      | ЛРС     | Резултат | Белешка |
| ---- | ------------------- | ------------------------- | ------- | ------- | -------- | ------- |
|      | Гензебе Дибаба      | Етиопија                  | 8:16,60 | 8:22,50 | 8:47,43  |         |
|      | Месерет Дефар       | Етиопија                  | 8:23,72 | 8:30,83 | 8:54,26  |         |
|      | Шенон Ровбури       | САД                       | 8:47,18 | 8:53,72 | 8:55,55  |         |
| 4.   | Морин Костер        | Холандија                 | 8:49,18 | 8:49,18 | 8:56,44  |         |
| 5.   | Абеј Д'Агостино     | САД                       | 8:51,91 | 8:56,77 | 8:58,40  |         |
| 6.   | Стефани Твел        | Уједињено Краљевство      | 8:50,24 | 8:50,24 | 9:00,38  |         |
| 7.   | Бетси Саина         | Кенија                    | 8:43,19 | 9:01,05 | 9:01,86  |         |
| 8.   | Бетлем Десалин      | Уједињени Арапски Емирати | 8:44,59 | 8:44,59 | 9:03,30  |         |
| 9.   | Џесика О'Конел      | Канада                    | 8:53,09 | 8:56,58 | 9:05,71  |         |
| 10.  | Нанси Чепквемои     | Кенија                    | 8:49,06 | 8:49,06 | 9:07,63  |         |
| 11.  | Sviatlana Kudzelich | Белорусија                | 8:48,02 | 9:10,40 | 9:17,45  |         |
| 12.  | Sheila Reid         | Канада                    | 8:56,50 | 8:56,50 | 9:19,67  |         |
| 13.  | Жозефина Молтри     | Уједињено Краљевство      | 8:58,75 | 8:58,75 | 9:29,10  |         |
|      | Рената Плис         | Пољска                    | 8:50,75 | 8:50,75 | НС       |         |

### Пролазна времена
| Дистанца | Атлетичарка         | Земља      | Време   |
| -------- | ------------------- | ---------- | ------- |
| 1.000 м  | Sviatlana Kudzelich | Белорусија | 3:15,73 |
| 2.000 м  | Гензебе Дибаба      | Етиопија   | 6:02,83 |